# گوجال

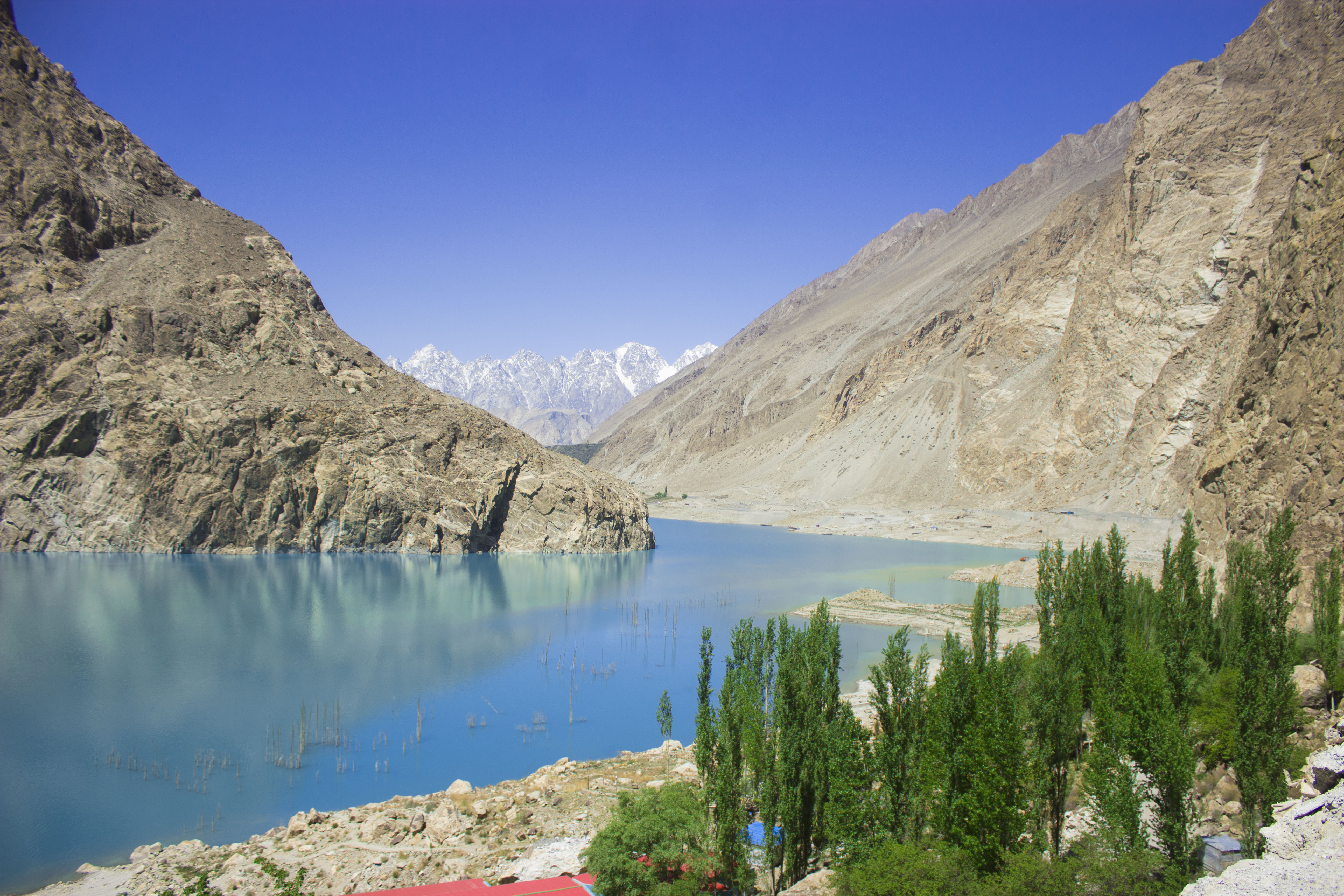
نمایی از دشت گوجال، دره‌ای در منتهی‌الیه شمالی پاکستان - ۲۰۱۸

گوجال (وخی: وادی گوجال, قرقیزی: گۉجال ۅرۅنۇ)، که با نام هُنزه علیا نیز شناخته می‌شود، در شمال‌غربی پاکستان قرار دارد. این منطقه در گذرگاه خنجراب و دره شِمشال با چین و در دره چپورسن با افغانستان هم‌مرز است. در سال ۲۰۱۹، دره گوجال به دومین بخش کاراچوکار در هُنزه تبدیل شد. گوجال از نظر جغرافیایی بزرگ‌ترین بخش گِلگِت-بَلتستان است. یخچال طبیعی بتورا نیز در دشت گوجال واقع است.
گوجال یا هنزه علیا از چندین دره بزرگ و کوچک تشکیل شده که در جنوب با هنزه مرکزی، در شمال‌شرق با چین و در شمال‌غرب با افغانستان هم‌مرز است. عین‌آباد نخستین روستای گوجال است. به جز دره‌های شمشال، میسگر و چاپورسن، همه روستاهای گوجال از بزرگراه قراقروم (KKH) که از این تحصیل (بخش) می‌گذرد و در گذرگاه خُنجَراب وارد چین می‌شود، دیده می‌شوند. جمعیت گوجال حدود ۲۰ هزار نفر از اسماعیلیان است. ساکنان اصلی گوجال عمدتاً مردم وخی، از مردمان ایرانی‌تبار، هستند.

## تاریخ
دره‌ها و روستاهای گوجال در طول زمان توسط مردم مناطق اطراف مسکونی شده‌اند. قرقیزها در آغاز از مناطق بالادست گوجال به‌عنوان چراگاه زمستانی استفاده می‌کردند. وخی‌ها از واخان به این منطقه مهاجرت کردند؛ ناحیه ییشکوک، دره چپورسن، منطقه آوگرچ در گیرچه و سوست در بخش بالادست گوجال سکونتگاه‌هایی وخی‌نشین شدند، در حالی که در بخش پایین‌دست، حسینی از کهن‌ترین سکونتگاه‌ها به‌شمار می‌آید. هنگامی که هنزه زیر نظر دولت مرکزی گلگت بود، سکونتگاه ییشکوک مرفه بود و دام و دیگر محصولات لبنی به راجای گلگت می‌پرداخت. با پیدایش هنزه به‌عنوان یک ایالت مستقل در اوایل سده پانزدهم، می‌توان نتیجه گرفت که پیش از آن، مهاجران وخی‌زبان در بخش بالادست گوجال سکونت داشتند. بنا بر تاریخ شفاهی، سیلی ویرانگر در سده هجدهم، سکونتگاه ییشکوک را نابود کرد.
نفوذ هنزه مرکزی یا کانجود در دوره میر شاه سلیم‌خان (۱۷۹۰–۱۸۲۴) چشمگیر شد. شاه سلیم‌خان که تحت سرپرستی مادر رضاعی‌اش، بانو گل‌بهار، همسر عاشور از خاندان بودلای گلمیت گوجال، پرورش یافته بود، از تبار قاضی مختوم، قاضی واخان، بود. او پس از رسیدن به مقام میر هنزه، به توسعه سکونتگاه‌های گلکین و گلمیت پرداخت و برای افزایش درآمد، طرح اسکان مجدد چیپوسان را آغاز کرد. یکی از همسران او، شاهزاده خوشحال بیگم، دختر قلم اشقاقه از سیریق‌قل بود. در مراسم ازدواج، پدر خوشحال بیگم به او زمین‌های کشاورزی، مراتع و حق جمع‌آوری مالیات از سکونتگاه‌های سیریق‌قل را بخشید. بدین ترتیب، دولت هنزه کنترل خود را بر این مناطق گسترش داد.
میر سلیم‌خان از خوشحال بیگم پسری به نام شاه عبدالله‌خان داشت که کوچک‌ترین پسرش از میان پنج پسر دیگر بود. میر شاه سلیم‌خان در سال ۱۸۲۴ در گلمیت درگذشت و پسر بزرگش شاه غضنفرخان (۱۸۲۴–۱۸۶۴) به میر هنزه بدل شد. او برادر کوچکش شاه عبدالله‌خان را به‌عنوان حاکم گوجال منصوب کرد و فرماندهی نیروهای هنزه را نیز به او سپرد. در این دوره، اسکان مجدد دره چیپوسان با انتقال خانواده‌هایی از گلمیت، گلکین، حسینی و پسو انجام شد و زمین‌های وسیعی به زیر کشت رفت. در این زمان هنزه به یک قدرت منطقه‌ای تبدیل شد و مرزهای خود را تا ساریقل، یارکند و واخان گسترش داد. مردم وخی گوجال به جنگاورانی مشهور بدل شدند و در جنگ‌های متعدد شرکت کردند. نیروهای هنزه در نبردهایی با خوجه‌ها، مردم قرقیز و بدخشان پیروز شدند.
در دوره عبدالله‌خان، گوجال به دژی مستحکم و منبع اصلی درآمد و توان نظامی هنزه بدل شد. افزایش وابستگی مرکز به گوجال و قدرت‌گیری عبدالله‌خان، از سوی بسیاری در مرکز تهدید تلقی شد و سرانجام با توطئه شاهزاده غازان‌خان، پسر بزرگ میر شاه غزنفر، و کمک گروهی از قاتلان از التیت و کریم‌آباد، به قتل عبدالله‌خان انجامید. غازان‌خان سپس پدرش میر شاه غضنفر را نیز کشت و خود میر هنزه شد.
عبدالله‌خان پنج فرزند داشت که شامل یک دختر و چهار پسر بودند. دختر که «میرونا» نام داشت، بزرگ‌ترینِ همه بود و در زمان حیات پدرش در سیریق‌قل ازدواج کرد. در میان پسران، بزرگ‌ترین «علی پرست» بود که با شاهزاده «بی‌بی آفتاب»، دختر میر شاه غزنفر، ازدواج کرد و از سوی میر شاه غضنفر «جاگیر»ی در حیدرآباد هنزه دریافت نمود، اما بعدها در دوره غازان‌خان دوم به پسو مهاجرت کرد. دیگر پسران او «محمد بری»، «علی فتح» و «عبدالله بیگ» بودند. محمد بری در جریان یورش بریتانیا به هنزه در سال ۱۸۹۱ همراه با میر صفدرخان به چین مهاجرت کرد. علی فتح در گولکین ساکن شد و عبدالله بیگ در چپورسن اقامت گزید.
پس از درگذشت میر شاه سلیم‌خان ــ که نخستین اسماعیلی در هنزه بود ــ شاه غزنفر و عبدالله‌خان از معدود افرادی در هنزه بودند که با آیین اسماعیلی آشنا شده و در نیمه نخست سده نوزدهم به آن گرویدند. میر شاه سلیم‌خان بر اثر گفت‌وگو با مبلغ اسماعیلی «سعید شاه اردبیل» در جریان سفرش به گلمیت، این مذهب را پذیرفت. او نخستین فرد در هنزه بود که مراسم تدفینش مطابق طریقهٔ اسماعیلی برگزار شد و آیین «چراغِ روشن» برای نخستین بار در تاریخ هنزه به افتخار او در گلمیت برپا گردید.
در اواخر سده نوزدهم، رانش بزرگ زمین در نزدیکی روستای سرت، رود هنزه را بست و طی سه سال دریاچه‌ای وسیع شکل گرفت که بخش‌های عمده‌ای از روستاهای گلمیت، حسینی و پسو را زیر آب برد. قسمت بزرگی از زمین‌های حاصلخیز و باغ‌ها به زیر آب رفت. در تاریخ ۴ ژانویه ۲۰۱۰ نیز رانش بزرگ دیگری در همان منطقه، در روستای آت‌آباد رخ داد که بار دیگر بخش‌هایی از شیشکت، عین‌آباد و گلمیت را غرق کرد.

### شمشال
شمشال مهم‌ترین روستا در میان همهٔ دره‌های گوجال است. این روستا در ارتفاع ۳٬۱۰۰ متری (۱۰٬۱۷۰٫۶ پا) از سطح دریا قرار دارد و مرتفع‌ترین سکونتگاه در این بخش به شمار می‌آید. شیمشال بزرگ‌ترین دره در گلگت-بلتستان است و تقریباً تمام مساحت بخش هنزه را دربرمی‌گیرد. این روستا مرزی، منطقهٔ گلگت-بلتستان پاکستان را به چین متصل می‌کند. مساحت کل شیمشال حدود ۳٬۸۰۰ کیلومتر مربع است و جمعیتی در حدود ۲٬۰۰۰ نفر در ۲۵۰ خانوار دارد.
درهٔ شمشال همراه با هیسر، بزرگ‌ترین محدودهٔ ماجراجویی در دره هنزه را تشکیل می‌دهد و یکی از جاذبه‌های اصلی گردشگری است. دستاغیل سر بلندترین کوه در دره شمشال و بخشی از رشته‌کوه قره‌قروم در گلگت-بلتستان، پاکستان است. این قله، نوزدهمین کوه بلند جهان و هفتمین کوه بلند پاکستان است. واژهٔ «دستاغیل سر» در زبان وخی به معنی «بالای چراگاه داخلی» است و توسط مردم وخی شمشال نام‌گذاری شده است. نقش مردم شمشال در پاکستان مانند نقش شرپاها در نپال است. بیش از سی کوهنورد مشهور از این دره، نام پاکستان را در حوزهٔ گردشگری بلندآوازه کرده‌اند، به همین دلیل برخی آن را «درهٔ کوهنوردان» می‌نامند.
کوه‌های شاخص این منطقه عبارت‌اند از: دستاغیل سر (۷٬۸۸۵ متر)، کنجوت سر (۷٬۷۹۰ متر)، تریور (۷٬۵۷۷ متر)، پوماری چی‌ش غربی (۷٬۴۹۲ متر)، یوکشین گردن سر (۷٬۵۳۰ متر)، مومهیل سر (۷٬۳۴۳ متر)، ملونگوتی سر (۷٬۲۰۷ متر)، «شیمشال وایت‌هورن» (۶٬۳۰۳ متر)، مینگلیک سر (۶٬۱۵۰ متر)، لوپغار سر (۷٬۲۰۰ متر)، «دوت سر» (۶٬۸۵۸ متر)، «سونیا پیک» (۶٬۳۱۰ متر)، «پوریان سر» (۶٬۲۹۳ متر)، «یازغیل سر» (۶٬۰۰۰ متر)، «یاواش سر دوم» (۶٬۱۷۶ متر) و دیگر قله‌ها. یخچال‌های عظیم شامل ملونگوتی، یازغیل، خوردوپین (۵٬۸۰۰ متر)، برالدو، ادوِر و وِر ژاراَو هستند. گذرگاه‌های مهم منطقه عبارت‌اند از: چافچینگوال، خوردوپین، مای‌دور، برالدو، بوی‌سام و دیگر گذرگاه‌ها که در این میان گذرگاه یخچالی خوردوپین محبوب‌ترین مقصد برای کوهنوردان است.

### شیشکت
شیشکت که به «ناظم‌آباد شیشکت» نیز شناخته می‌شود، نخستین روستای درهٔ گوجال است که گوجال (هنزه علیا) را به هنزهٔ مرکزی متصل می‌کند. جمعیت کل این روستا ۲٬۱۶۰ نفر در ۲۲۰ خانوار است. زبان غالب در شیشکت بوروشسکی است، هرچند جمعیت قابل‌توجهی از سخنگویان زبان وخی و زبان دومکی نیز در این روستا زندگی می‌کنند. این روستا در سال ۱۹۰۳ و در دوران حکومت میر ناظم‌خان شکل گرفت. پیش‌تر، زمین‌های بایر منطقه به‌عنوان چراگاه روستای گلمیت استفاده می‌شد. برخی خانوارهای وخی از گلمیت به‌طور دائمی به شیشکت آمدند، در حالی که مردم بوروشسکی و دومکی از هنزهٔ مرکزی مهاجرت کردند. شیشکت همچنین اهمیت تاریخی دارد زیرا میدان نبرد میان جمعیت وخیِ بالادست گلمیت و دولت ناگر و هنزه بوده است.

### گلمیت – مرکز بخش
گلمیت مرکز اداری بخش گوجال است. این شهر تاریخی کهن، با کوه‌ها، قله‌ها و یخچال‌ها احاطه شده و مقصدی گردشگری است که هتل‌ها، فروشگاه‌ها و موزه‌ای را در خود جای داده است. گلمیت در ارتفاع ۲٬۴۰۸ متر (۷٬۹۰۰ فوت) از سطح دریا قرار دارد و از چندین محلهٔ کوچک مانند کَماریس، ادوِر، دالگیرام، لاکش، کلها، شاواران، خور لاکش، چمن‌گل و گوزه تشکیل شده است. جمعیت گلمیت حدود ۴٬۰۰۰ نفر است که همگی به زبان وخی سخن می‌گویند و پیرو مکتب اسماعیلیه از اسلام شیعه هستند.

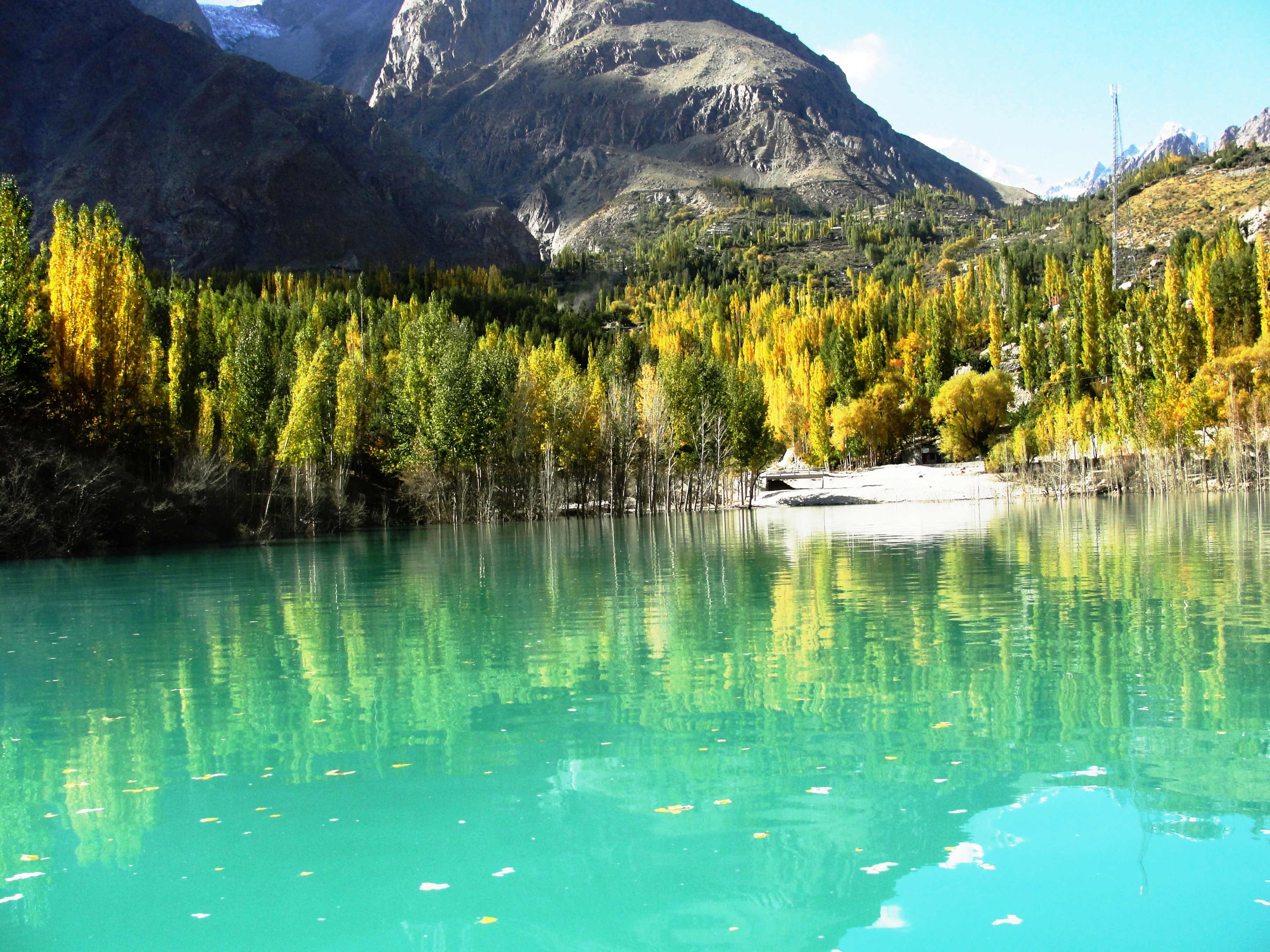
نمایی از گلمیت در فصل پاییز

پیش از سال ۱۹۷۴ و انحلال ایالت هنزه، گلمیت پایتخت تابستانی این ایالت بود. پس از انحلال، این شهر به مرکز حکومتی تحصیل تبدیل شد. قدیمی‌ترین خانهٔ سالم گلمیت بیش از شش قرن قدمت دارد.
در گلمیت شش «جماعت‌خانه» یا مرکز مذهبی-اجتماعی وجود دارد که در هر محله دیده می‌شوند. کاخ تابستانی قدیمی میر هنزه در شمالی‌ترین بخش میدان چوگان تاریخی گلمیت قرار دارد. مسجدهای قدیمی که اکنون به کتابخانه تبدیل شده‌اند نیز بر زیبایی این دره افزوده‌اند.
از ساختمان‌های جدید ساخته‌شده توسط دولت در گلمیت می‌توان به ساختمان مرکز بخش، دبیرستان پسرانه دولتی، بیمارستان دولتی، مدرسهٔ دخترانه جوبیلی الماس و دبیرستان دخترانه دولتی اشاره کرد. «مدرسهٔ نمونهٔ المین» که سازمانی مردمی است، در کنار مرکز خدمات بهداشتی آقاخان قرار دارد.

### سکونتگاه پسو
پسو در فاصلهٔ ۱۲۵ کیلومتری گلگت بر مسیر بزرگراه قراقروم و نزدیک مرز چین قرار دارد و با کوه‌های رشته‌کوه قراقروم احاطه شده است. در اطراف آن دو یخچال طبیعی بزرگ به نام‌های باتورا و یخچال پسو قرار دارند. این مکان به‌دلیل خطر همیشگی سیل، یکی از خطرناک‌ترین نقاط برای سکونت به‌شمار می‌رود و تاکنون چهار بار دچار سیلاب شده است. پسو همچنین از کهن‌ترین روستاهای این ناحیه است. بر پایهٔ گفتهٔ باستان‌شناسان، نخستین سکونت انسان در این منطقه به ۳۰۰۰ پیش از میلاد یا ۵۰۰۰ پیش از میلاد بازمی‌گردد. بر روی چندین صخره در این ناحیه، کنده‌کاری‌های باستانی از بز کوهی و گورخر دیده می‌شود که نشان می‌دهد بزهای کوهی هزاران سال در این دره زیسته‌اند، اما گورخرها دیگر در این منطقه وجود ندارند. از دیگر جانوران وحشی اینجا می‌توان به پلنگ برفی و غژگاو اشاره کرد.
در دومین دورهٔ سکونت، بوداییان چینی در اینجا زندگی می‌کردند. بوداییان گنداره، سوات، گلگت و پسو از طریق این دره به سوی چین سفر می‌کردند. اسناد مربوط به این دورهٔ سکونت و مهاجرت پس از آن در کارگه گلگت و خُرّم‌آباد پسو یافت شده است.
سومین دورهٔ سکونت در تاریخ این دره مربوط به دوران اسلام است. اسلام در سدهٔ نهم میلادی به این منطقه رسید، زمانی که سربازان و بازرگانان مسلمان به این ناحیه آمدند. در این دوره آیاتی از قرآن بر کوه‌های اطراف دره حکاکی شد.
دورهٔ چهارم نیز اسلامی بود که در سدهٔ هجدهم اینجا سکونت یافتند. در آن زمان، این منطقه جمعیتی پرشور با ۳۱۵ خانواده داشت. اما این روستا بر اثر یک سانحهٔ طبیعی، شامل رانش زمین و انسداد رودخانهٔ مجاور، ویران شد. تنها چند خانواده از این رانش زمین در امان ماندند.
این روستا بار دیگر در سال ۱۹۶۴ نابود شد، زمانی که سیلاب رودخانهٔ شمشال و فرسایش سواحل آن، مردم را وادار به مهاجرت کرد. در آن زمان نیز روستا حدود ۳۰۰ خانه داشت.
بیشتر مردم بومی پسو، مردی به نام قُل محمد (معروف به قُلی) را نیاکان خود می‌دانند که در سدهٔ پانزدهم از واخان آمده بود. به یاد او، بیشتر مردم پسو با نام «قُلی‌کوتور» یا «قُلیکوتز» شناخته می‌شوند. طایفهٔ قُلی همچنین در کریم‌آباد، مرتضی‌آباد و روستاهای دیگر مرکز هنزه سکونت داشته‌اند. قُلی‌کوتزهای مرکز هنزه بعدها شیوهٔ زندگی بوروشو را پذیرفتند و اکنون به زبان بوروشسکی سخن می‌گویند. بیشتر خانواده‌ها به چپورسن و خیبر مهاجرت کردند.
از ساکنان کنونی پسو هفت خانواده‌اند: چُوی، مغ، دین‌علی، محمدسخی، قوبا، و پرستی یا میرون. پرستی‌ها از نوادگان شاه عبدالله خان، پسر میر شاه سلیم خان هنزه، هستند. این خانواده به‌نام علی پرست، پسر بزرگ شاه عبدالله خان، نام‌گذاری شده که در دههٔ ۱۸۷۰ از شاه‌آباد حیدرآباد به پسو آمد. در زمان میر شاه غزنفر، عبدالله خان به‌عنوان حاکم گوجال و فرماندهٔ کل نیروهای هنزه منصوب شد تا از مرزهای شمالی محافظت کند.
در سال ۱۹۴۱، مردم پسو، حسینی و روستاهای دیگر گوجال علیا به رهبری محمد ادب‌خان (معروف به محمد ادُب)، پسر علی پرست، علیه مالیات‌های سنگینی که میر غزن خان دوم بر مردم گوجال تحمیل کرده بود، شورش کردند و میر را تهدید کردند که به بولشویک‌های روسیه خواهند پیوست و به سمت مرز افغانستان/چین حرکت کردند. یاران نزدیک او شامل محمد حیات، مجنون‌بهی، عبادت‌شاه، گل‌مراد، بَیمل‌خان، محمد عارف و دیگران بودند. دولت بریتانیا در هند راج بریتانیا مداخله کرد و از طریق ادارهٔ محلی آژانس گلگت، با کاهش مالیات به حداقل، مسئله را حل کرد.
آخرین آمار جمعیت پسو را حدود ۱۰۰۰ نفر برآورد کرده است.

### غولکین
روستای غولکین در گوجال هنزه قرار دارد. برای رسیدن به آن باید ۱۴۰ کیلومتر به سمت شمال گلگت در امتداد بزرگراه قراقروم سفر کرد. این سفر زمینی ۳ تا ۴ ساعت طول می‌کشد. از یک پیچ پس از گلمیت، جاده‌ای پرپیچ‌وخم به طول ۳ کیلومتر به بالا می‌رود تا زمین هموار شود و نخستین خانه‌های روستا نمایان گردند.
غولکین بر جای یک دریاچهٔ قدیمی یخچالی ساخته شده که بر اثر رسوب‌گذاری مداوم پُر شده است. بسیاری از ۱۴۰ خانهٔ سنتی این روستا به شکل دایره‌ای، رو به ساحل پیشین دریاچه، قرار گرفته‌اند که فضایی اجتماعی و صمیمی پدید آورده است. بخش مرکزی اکنون محل چند خانه و زمین کشاورزی است و یک نوار زمین نیز اغلب به‌عنوان زمین کریکت استفاده می‌شود.
سابقهٔ تاریخی دقیقی از آغاز این روستا وجود ندارد، اما قدمت آن حدود ۷۰۰ سال برآورد می‌شود. بر پایهٔ افسانه‌های محلی، در زمان وجود دریاچه نیز در اینجا سکونت وجود داشته و این منطقه در تابستان به‌عنوان مرتع استفاده می‌شده است. نام «غولکین» از دو واژهٔ گویش وخی محلی گرفته شده: «غولک» به‌معنای «چاه» و «کین» به‌معنای «کسی که دارد». به‌دلیل بارندگی کم، نیاز اصلی اینجا آب برای آبیاری، دام، آشامیدن و استفادهٔ خانگی است. خواجه احمد، که از اسماعیلیان همراه میر هنزه به اینجا آمد، از میر زمین خواست. پس از موافقت میر، خواجه احمد مردم را برای ساخت یک کانال آب برای آبیاری زمین‌ها بسیج کرد. این کار امکان کشت‌وزرع را فراهم کرد و سکونتگاه اسماعیلی رونق گرفت. اکنون امکاناتی مانند نهادهای بهداشتی و آموزشی کوچک، برق و آب‌رسانی در روستا وجود دارد و با کمک سازمان‌های غیردولتی ظرفیت‌ساز، مرکز تولید صنایع‌دستی و آموزش‌های فنی دیگر نیز فراهم شده است.
جماعت‌خانه، نهاد مذهبی مرکزی همهٔ اسماعیلیان، جایگاه مهمی در جامعه دارد و علاوه بر کارکرد مذهبی، محل برگزاری نشست‌های اجتماعی، جشن‌ها، حل اختلاف‌ها و فعالیت‌های دیگر است. در هنزه علیا، زمستان‌ها طولانی و بسیار سردند. بارش برف موجب می‌شود بز کوهی سیبری برای یافتن علف به پایین بیاید. تابستان‌ها در شمال گرم اما معتدل‌تر از نواحی جنوبی است و دمای تابستان حدود ۳۰ درجهٔ سانتی‌گراد است. در زمستان دما زیر صفر باقی می‌ماند و شب‌ها بیشتر کاهش می‌یابد.

### حسینی
حسینی یکی از روستاهای کهن مردم وخی در درهٔ گوجال است. حسینی با یخچال حسینی و رودخانهٔ خُنجراب احاطه شده و بزرگراه قراقروم از میانهٔ روستا می‌گذرد.
مردم:
ساکنان حسینی از نظر قومی مردم ایرانی‌تبار وخی هستند و به «شیکور» یا زبان وخی سخن می‌گویند. بیشتر آنان از واحهٔ واخان، روستای پوتوکسک خاندان مسافر و تعدادی نیز از پسو هستند که به قُلی یا سخی کوتور معروف‌اند.
دین:
مردم حسینی، مانند سایر مردم گوجال، پیرو مکتب اسماعیلی در اسلام هستند.
جاذبه‌های گردشگری:
پل معلق حسینی، یخچال حسینی، مسیر زَربود و «سلطان‌شه‌طالب» (زیارتگاهی چند ده‌ساله) از جاذبه‌های گردشگری معروف این روستای گوجال‌اند.

### آوگرچ
یکی از کهن‌ترین سکونتگاه‌ها و پایگاه‌های دفاعی مردم وخی در برابر مهاجمان خارجی چون قرقیزها و شُغنانی‌ها، در دره‌ای باریک که از روستای مورخون در مسیر بزرگراه قراقروم آغاز می‌شود و تا ارتفاع گردنهٔ قارون می‌رسد، قرار دارد. وخی‌ها در گذشته در خانه‌های دژمانند زندگی می‌کردند و دو قلعه به‌نام‌های «پَست‌قلعه» و «وُچ‌قلعه» هنوز تا حدی مورد استفاده‌اند. یک مسجد قدیمی اسماعیلی، یک جماعت‌خانهٔ جدید، برج‌های دیده‌بانی قدیمی در آوگرچ و بویبار از دیدنی‌های مهم این دره‌اند.
بابا صوفی به‌عنوان یکی از نخستین ساکنان گوجال به‌شمار می‌رود که همراه با پسرش قوبا و همسرش جاعه، کنار چشمه‌های گیرچه ساکن شد، اما به‌دلیل هجوم راهزنان آنجا را ترک کرد. طایفهٔ او همراه دیگر وخی‌ها همچنان از گیرچه به‌عنوان زمین حاصلخیز استفاده می‌کردند و محصولات را به آوگرچ می‌بردند. بعدها میر سیلم خان هنزه مردم را قانع کرد که در گیرچه به‌طور دائم ساکن شوند و آوگرچ برای زمستان‌گذرانی استفاده شود. این روند مهاجرت فصلی هنوز ادامه دارد.
در زمان یورش بریتانیا، مردم تمام گوجال سفلی و هنزه به آوگرچ پناه بردند. بعدها نیروهای تحت پشتیبانی بریتانیا به آوگرچ آمدند و از مردم خواستند به خانه‌هایشان بازگردند و امنیت آنان را تضمین کردند.
آوگرچ امروزه یکی از جاذبه‌های گردشگری با یک و نیم ساعت پیاده‌روی از بزرگراه قراقروم است و چراگاه‌ها، آبادی‌ها، یخچال‌ها، قله‌ها، یوسین‌بند، گورهای قدیمی قرقیز، کهن‌ترین درخت سرو کوهی هنزه به‌نام «بالتَر یَرز»، درهٔ بویبار، پریار و گردنهٔ معروف قارون را در خود دارد. جانورانی چون پلنگ برفی، بز کوهی هیمالیایی، عقاب طلایی و گونه‌های دیگر از دیدنی‌های اینجا هستند. آوگرچ به شکار تروفه شهرت دارد و فصل شکار در زمستان آغاز می‌شود که با مدیریت و تسهیل «سازمان روستاییان خنجراب» انجام می‌گیرد.

### گِرچه
روستایی چشمه‌ای در کنار بزرگراه قراقروم که از نخستین زمین‌های مسکونی در گوجال و هنزه به‌شمار می‌رود. این محل به‌دست افسانهٔ وخی، بابا صوفی، بنیان گذاشته شد و نسل او برای مدت طولانی تنها از این زمین برای کشت محصولات استفاده می‌کردند، تا اینکه قلعه‌ای در گرچه ساخته شد که به مرکز فعالیت‌های سیاسی میرها، کاروان‌سرایی برای مسافران و کاوشگران، و ایستگاهی برای اسماعیلی‌های مبلغان دینی از آسیای مرکزی و جنوبی به سوی چین تبدیل گردید.
گرچه از نظر جغرافیایی اهمیت ویژه‌ای دارد، زیرا شواهدی از لیتوفاسیس و بیوفاسیس منحصربه‌فرد در آن یافت شده که به شکل‌گیری اصطلاح «تشکیل گرچه» انجامیده‌است. گیرچه بارها دچار سیل شده است. در رسوبات صخره‌ها که بر اثر فرسایش اخیر آشکار شده‌اند، می‌توان فسیل‌ها و چوب‌های کهن را مشاهده کرد.
سیلی که از دیلبوی آمد، رودخانهٔ خُنجَراب را مسدود کرد و روستا و قلعهٔ قدیمی را دچار فرسایش ساخت. مردم قلعه را جابه‌جا کردند، اما فرسایش ادامه یافت و مردم ناگزیر شدند روستاهای جدیدی در نزدیکی آن بنا کنند که شامل سست، ناظم‌آباد، مورخون، جمال‌آباد و غلاپان بود.
ساکنان شامل خاندان بابا صوفی هستند که به شاخه‌های رومی‌کوتور، پُش‌کوتور و آرباب‌کوتور تقسیم می‌شوند. بعدها گروهی از وخی‌ها در اینجا ساکن شدند که به خیک‌کوتور معروف‌اند. در دورهٔ میر ناظم، خانواده‌هایی بوروشسکی‌زبان نیز به‌عنوان هدیه زمین‌هایی در گیرچه دریافت کردند.
گرچه همچنان مرکز توجه گردشگران از سراسر جهان است. چشمه‌های گوناگونی که فعالیت‌های روستا را ممکن می‌سازند، سنگواره‌‌ها، مرجان‌ها، صدف‌‌ها، کهن‌ترین مسجد و نخستین مدرسهٔ منطقه، خانه‌های تاریخی و کانال‌های آبیاری سنتی از مهم‌ترین دیدنی‌های این روستا هستند. این روستا به‌دلیل داشتن نیروگاه برق مستقل، آسیاب آبی سنتی، مرکز صنایع‌دستی ویژهٔ زنان، نخستین و تنها دامپزشکی، مزرعهٔ پرورش قزل‌آلا با آب چشمه، درمانگاه و کتابخانه‌ای مجهز، خودکفا است.

### سست
سست آخرین شهر مرزی پاکستان است که از طریق بزرگراه قراقروم به چین از گذر خنجراب می‌رسد. سست مرکز فعالیت‌های گوجال علیا است و دفتر معاون حاکم، یک بازار فعال، یک بندر خشک، گمرک و دیگر نهادهای رسمی در آن قرار دارند.
سست همچنین روستایی قدیمی با جمعیتی متنوع است. خانه‌ای قدیمی متعلق به بابا صوفی در اینجا قابل بازدید است. زیارتگاه بابا شیخ فرید، برادر شاه شمس و شاه طالب، نیز از اماکن مورد علاقهٔ گردشگران است.
در سال ۱۹۸۵، تونلی بلند به‌دست اهالی و با نظارت برنامهٔ پشتیبانی روستایی آقاخان در پاکستان کنده شد تا چراگاه سست را آبیاری کند. این چراگاه «حسین‌آباد» نام گرفت. سست شامل چهار بخش است: ناظم‌آباد، مرکز سست، عافیت‌آباد (معروف به بازار سست) و حسین‌آباد.

### ناظم‌آباد
ناظم‌آباد روستایی در سست است که در سال ۱۹۱۰ بنیان گذاشته شد. سکونت نخستین به دستور میر هنزه، میر ناظم‌خان، آغاز شد و به همین دلیل این روستا ناظم‌آباد نام گرفت. این روستا جمعیتی نزدیک به ۸۰۰ نفر دارد که شامل گویشوران زبان بوروشسکی و وخی می‌شود.

### چپورسن
(وخی: چپورسن؛ همچنین با املای چیپورسن، چیپورسون، چاپورسن و چوپورسن) دره‌ای است که شامل حدود هشت روستای پراکنده در شهرستان هنزه در گلگت-بلتستان پاکستان است. این منطقه شمالی‌ترین نقطهٔ پاکستان است که با افغانستان و چین مرز مشترک دارد. بیشتر مردم این دره به زبان وخی سخن می‌گویند، اما اهالی روستای رامینج به زبان بوروشسکی صحبت می‌کنند و پیرو اسماعیلی اسلام هستند. درهٔ چپورسن بیش از ۵۰۰ خانوار و جمعیتی حدود ۳۰۰۰ نفر دارد.

## جغرافیا
از نظر جغرافیایی، گوجالِ هنزه علیا میان عرض‌های جغرافیایی ۷۰ و ۶۱ قرار دارد و مساحتی به وسعت ۱۰٬۸۷۳ کیلومتر مربع را در ارتفاعی از ۲٬۳۴۰ تا ۴٬۸۷۷ متر بالاتر از سطح دریا در بر می‌گیرد.
گوجال منطقه‌ای کوهستانی است که بخش غربی قراقروم و بخش شرقی رشته‌کوه پامیر را تشکیل می‌دهد. این منطقه همچنین میزبان یخچال باتورا به طول ۵۶ کیلومتر است که سومین یخچال بلند پاکستان (پس از هیاسپار و بیافو) به‌شمار می‌رود.
این ناحیه دارای قله‌های بلند پوشیده از یخ، رودخانه‌های خروشان، مراتع سرسبز و یخچال‌های طولانی است.

## سکونتگاه‌ها
- عافیت‌آباد
- عین‌آباد
- آوگرچ (اوگرچ)
- بویبار
- چمن‌گل
- غلاپان
- غولکین
- گرچه
- گلمیت
- حسین‌آباد
- حسینی
- جمال‌آباد
- خودآباد
- خیبر
- مسگر
- مورخون
- ناظم‌آباد
- پسو
- سرتیز
- شمشال
- شیشکت
- سست
- زرآباد

## اداره
گلمیت، که تا سال ۱۹۷۴ پایتخت زمستانی ایالت هنزه بود، مرکز اصلی (دفتر بخش) و مرکز حکومت به‌شمار می‌رود، در حالی که سست ایستگاه بازرسی مرزی و دروازهٔ تجارت زمینی پاکستان–چین است. کل منطقه توسط بوروکرات‌هایی که در گلگت مستقرند اداره می‌شود. نظم و امنیت با کمک دو پاسگاه پلیس و یک مجیستریت حفظ می‌شود.

## شاعران
هنزه علیا زادگاه شاعران برجسته‌ای است. از جملهٔ آن‌ها نذیر احمد بلبل، سیف‌الدین سیف، رحمت‌الله مشفق، افضل کریم و بسیاری دیگر. بیشتر این شاعران به زبان وخی شعر می‌سرایند.

## مکان‌های گردشگری

### شیشکت
شیشکت نخستین روستا در درهٔ گوجال است که از جنوب وارد آن می‌شوند. دریاچهٔ آتاباد مشهور، که به دریاچهٔ گوجال نیز شناخته می‌شود، در شیشکت و گلمیت قرار دارد. این دریاچه در پی رانش زمین عظیمی در ۴ ژانویهٔ ۲۰۱۰ که روستای آتاباد را نابود کرد، پدید آمد. رانش زمین مسیر رودخانهٔ هنزه را مسدود کرد و دریاچه‌ای تشکیل داد که در اوج خود از سد آتاباد تا پسو به طول حدود ۲۴ کیلومتر امتداد داشت. مردم شیشکت نیز به مهمان‌نوازی معروف‌اند.
«لوپغار سر» در رتبهٔ ۱۰۹ بلندترین کوه‌های جهان قرار دارد. این کوه در درهٔ شمشال واقع است و بخشی از خوشه‌کوه‌های «مُمهِل سر» بوده و ۷٬۲۰۰ متر ارتفاع دارد. در زبان وخی، لوپغار سر به معنای «قلهٔ صخرهٔ بزرگ» است.